# Jüdischer Friedhof (Keszthely)

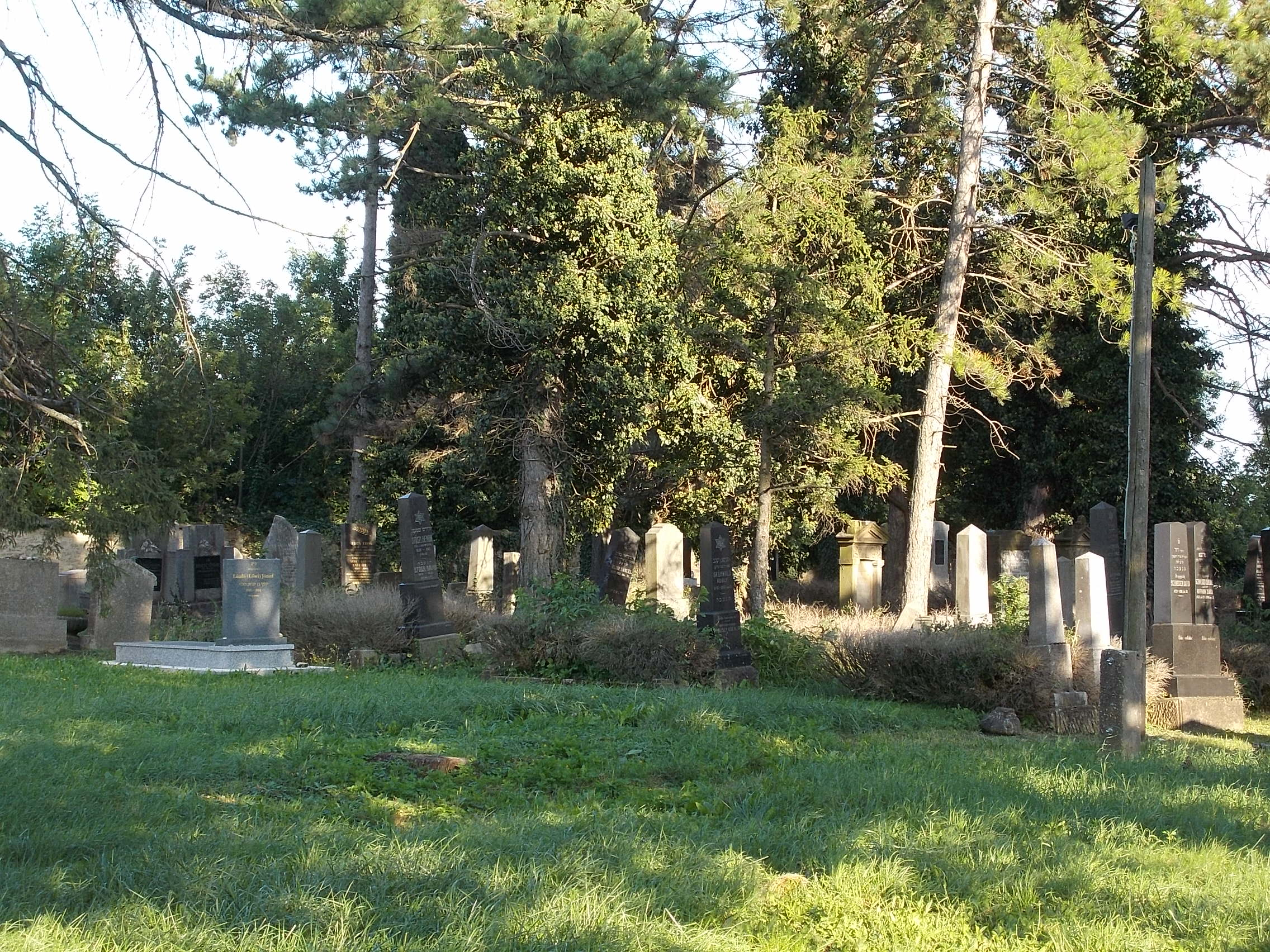
Jüdischer Friedhof in Keszthely

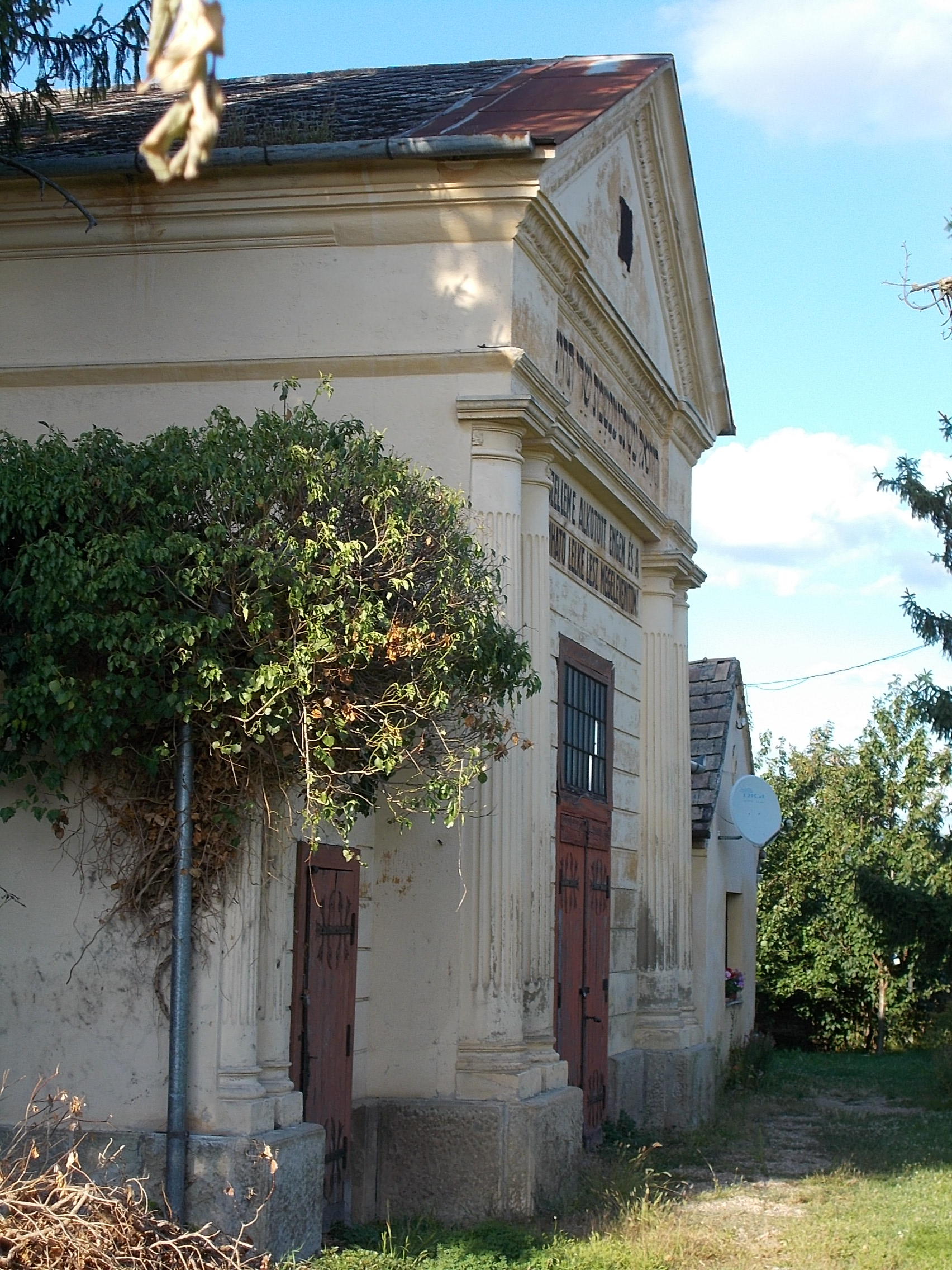
Trauerhalle

Der Jüdische Friedhof in Keszthely, einer ungarischen Stadt im Komitat Zala am Westufer des Plattensees, wurde 1894 angelegt. Der jüdische Friedhof mit der Adresse Goldmark utca 33 ist ein geschütztes Baudenkmal.
Auf dem 9200 Quadratmeter großen Friedhof steht noch die neoklassizistische Trauerhalle, die 1910 erbaut wurde.